# أبحاث اكتساب اللغة الثانية الصفية
أبحاث اكتساب اللغة الثانية الصفية هي مجال بحثي في اكتساب اللغة الثانية يهتم بكيف يتعلم الناس اللغات في البيئات التعليمية. هناك تداخل كبير بين البحوث الصفية وتعليم اللغة. يُعد البحث الصفي تجريبياً، يستند في نتائجه على البيانات والإحصاءات التي توصل إليها كلما أمكن ذلك. بل هو أكثر اهتماماً بما يفعله المتعلمين في الفصول الدراسية مما يفعله المعلمين. وحيث أن أساليب تدريس اللغة قد تركز على الأنشطة التي يخططها المعلم للفصل، فإن البحث الصفي يركز على أثر الأشياء التي يقوم بها المعلم على الطلاب. 

## تقييم ممارسات التعليم
تم بذل جهود من أجل قياس وتقييم فعالية ممارسات تعليم اللغة بشكل منهجي من أجل
تعزيز اكتساب اللغة الثانية. وقد أُجريت مثل هذه الدراسات على كل مستويات اللغة، من الصوتيات (Phonetics) إلى التداولية (Pragmatics) وتقريباً على كل منهجيات التدريس الحالية. لذلك من المستحيل تلخيص كل النتائج التي توصلوا إليها هنا، ومع ذلك تم تناول بعض القضايا العامة. 
أشارت الأبحاث إلى أن العديد من تقنيات تعليم اللغة التقليدية غير فعالة للغاية. هناك مسألة واحدة في فعالية التعليم الصريح: هل يمكن أن يكون لتعليم اللغة أثر بنَاء يتجاوز تزويد المتعلمين بالمدخلات المعززة؟ وقد أظهرت الأبحاث نتائج مختلفة تماماً حول هذا الأمر على مستويات مختلفة من اللغة. ولقد اختلطت النتائج قطعاً في المجالات التقليدية للتعليم الصريح، مثل علم الأصوات Phonology ، القواعد Grammar ، المفردات Vocabulary . ومن المتفق عليه عموماً أن التربية التي تقتصر على تدريس قواعد اللغة وقوائم المفردات لا تُعطي الطلاب القدرة على استخدام اللغة الثانية L2 بكل دقة وطلاقة. وبالأحرى من أجل أن يصبح مُتقن للغة الثانية، يجب أن يُتاح للمتعلم فرص لاستخدام اللغة الثانية لأغراض التواصل، والتعلم (على سبيل المثال، من خلال التغذية الراجعة التصحيحية من المعلم) لحضور كل من المعنى والدقة الرسمية فيها.

## التغذية الراجعة التصحيحية
هناك أبحاث واعدة كبيرة في الفصول الدراسية حول تأثير التغذية الراجعة التصحيحية على استخدام المتعلمين للغة الثانية واكتسابهم لأشكال اللغة الهدف. ولقد تبين أن فعالية التغذية الراجعة التصحيحية تتغير تبعاٌ للتقنية المستخدمة في إجراء التصحيح، التركيز العام للصف الدراسي، سواء على الدقة الرسمية أو على التواصل بمحتوى له مغزى. ومع ذلك، يبدو أن قدرة المتعلم على التركيز في التغذية الراجعة التصحيحية يكون على السمات النحوية التي لا تؤثر على المعنى قد تتغير كثيراً عندما تكون معرفة القراءة والكتابة الأبجدية عند المتعلم منخفضة. 

## البحث الإجرائي
هناك اهتمام كبير في استكمال البحوث المنشورة مع النهج في إشراك معلمي اللغة في البحث الإجرائي على لغة المتعلم في الفصول الدراسية الخاصة بهم. وعندما يصبح المعلمون على دراية بسمات اللغة التي ينتجها طلابهم. يمكنهم تحسين مدخلاتهم التربوية لتحقيق أقصى قدر من تطور اللغة المتداخلة interlanguage.
تُلخص هورويتز Horwitz نتائج أبحاث اكتساب اللغة الثانية، وتطبيق بعض مبادئ اللغة الثانية التي تم أخذها من مجموعة واسعة من الدراسات ذات الصلة على تدريس اللغة الثانية. مثل آشر Asher, سلطت هورويتز Horwitz الضوء على أهمية التجربة الطبيعية في اللغة الثانية، تعزيز ممارسة الاستماع والقراءة والتشديد على المشاركة في المحادثات الحية. تقترح بصراحة ممارسات التدريس القائمة على هذه المبادئ; (ينبغي تخصيص الكثير من وقت الصف لتطوير قدرات الاستماع والقراءة)، و (يجب على المعلم أن يقيم الطالب ويوفر المواد المناسبة). تستند ممارسات التدريس «السمعية- اللغوية» المستخدمة في هذه الدراسة على المبادئ التي شرحاها آشر وهورويتز؛ يظهر الاستماع بشكل كبير، يليه ممارسة القراءة والتحدث عن كثب. اعتُبرت المفردات التي تم تدريسها بانها مناسبة لجميع المتعلمين، بغض النظر عن العمر، ووفقاً لفيفر Pfeffer فإنها من بين الأسماء الأكثر استخداماً في اللغة الألمانية اليومية.

## معرفة المحتوى التربوي
يُفهم معرفة المحتوى التربوي بأنه «مزج المحتوى وعلم التربية», الذي يُرشد المنظمة، بتمثيل وتكييف المواد لجميع المتعلمين من خلال التعليمات. هذا المفهوم يتجاوز النظر في معرفة المحتوى على أنها معزولة عن المعرفة التربوية ويجب على المعلمين أن يسيطروا على معرفة احتياجات طلابهم بشكل فعال. ومن أجل توضيح كيف تعمل معرفة المحتوى التربوية بالإشارة إلى مجال محدد للمعرفة، يمكننا أن ننتقل إلى مجال تدريس اللغة الثانية. في هذا المجال، يمكن اعتبار معرفة المحتوى التربوي بأنه «بناء تنموي»  بدأ في برامج إعداد المعلمين قبل الخدمة واستمر من خلال الخبرات في الفصول الدراسية أثناء الخدمة أو «المعرفة في العمل». ومن هذا المنظور، من المفيد النظر إلى المكونات المختلفة. تشير المعرفة التربوية إلى أساليب التدريس المختلفة والتقنيات المستخدمة لتدريس اللغات، وكذلك النظر في كيفية تطور المعرفة اللغوية، ونموها في التعقيد على طول سلسلة المناهج الدراسية (مثال: معرفة المناهج الجانبية لشولمان Schulman). وتنطوي هذه المعرفة التربوية أيضاً على فهم متزايد لاختيار المحتوى والتربية التي تنظر لتعلم اللغة كتواصل، أداء المهام، التعليم الذي يركز على الطالب، والاهتمام بالدقة والرسالة. من ناحية أخرى، إذا أردنا توصيف معرفة المحتوى في تعليم اللغة، فنحن سنتحدث عن اللغة الهدف. ما يستلزم على معلم اللغة الثانية ليس فقط إتقان اللغة الهدف ولكن أيضاً «الفهم المنضبط المستمد من اللغويات التطبيقية، اكتساب اللغة الثانية. علم النفس وتطوير المناهج الدراسية. ومن بين مجالات أخرى، في فحص عميق في مسألة موضوع اللغة حيث يصبح محتوى الفصول الدراسية». وإذا أردنا مع ذلك تعزيز تعريف معرفة المحتوى التربوي في تعليم اللغة الثانية، فنحن بحاجة إلى إضافة الجوانب المتعلقة بمعرفة اللغة للتعليم من خلال أبعاد شولمان Schulman «مسألة موضوع المعرفة للتعليم». وتشمل هذه الجوانب استخدام معلمي اللغة لطرق فعالة لعرض أنواع المعرفة المختلفة التي ينطوي عليها تعلم اللغة والتي تشمل ولكن لا تقتصر على علم النحو، وعلم المعاني، والتداولية، وعلم الأصوات. سوف يتطلب من المعلمين بالإضافة إلى ذلك بأن يكون لديهم فهم واسع لخصائص اللغة لمتعلميهم حتى يكونوا قادرين على اكتشاف المفاهيم والمفاهيم الخاطئة والأهم من ذلك «سوء الفهم المحتمل للموضوع» الذي يجلبه ويطوره المتعلمين في حالة التعلم. كما يتضمن طرقاً لمساعدة المتعلمين على التغلب على هذه الصعوبات (18). على سبيل المثال، يميل المتحدثون الإسبانيين إلى حذف فواعل اللغة حينما يتعلموا لغة ذات ميزات اسمية ضعيفة مثل اللغة الإنجليزية، يرجع ذلك حقيقة إلى أن اللغة الإسبانية في الغالب هي لغة فارغة من الفاعل. ولذلك، قد يتحول هذا إلى مصدر للتعميم المفرط حينما يتعلم هؤلاء المتعلمين اللغة الهدف. يتوافق الجانبان الأساسيان من معرفة المحتوى التربوية المعروضة هنا مع المجالان اللذان قاما بال، تاميز وفيليب  Ball, Thames and Phelp بتعريفهما كمعرفة المحتوى والتعليم وكذلك معرفة المحتوى والطلاب على التوالي. ويشكل النظر في جميع هذه العناصر إلى معرفة المحتوى التربوي الذي يحتاجه معلمو اللغة حتى يصبحوا ممارسين فعالين.

## الوقت اللازم
وجدت دراسة أجريت في عام 1999 على 50 عاما من تعليم اللغة الثانية في معهد وزارة الخارجية بالولايات المتحدة الأمريكية أن الناطقين باللغات الإنكليزية يحتاجون إلى 24 أسبوعاً أو 600 ساعة دراسية لتحقيق الكفاءة العامة (3 في برنامج دلبت، أو «متفوق» على تصنيف مقايس أكتفل) في «الفئة الأولى» عن كثب اللغات من أصل واحد، كالفرنسية، الإسبانية، والسويدية.
في «الفئة الثانية» اللغات مثل الفنلندية والروسية والفيتنامية يحتاج الطالب 44 أسبوعا أو 1100 ساعة.
لغات «الفئة الثالثة» العربية والصينية واليابانية والكورية يحتاج 88 أسبوعاً مع السنة الثانية في بلد اللغة، أو 2200 ساعة.
  

## التعلم الإلكتروني الجيل الثاني
مصطلح التعلم الإلكتروني  الجيل الثاني هو لفظة جديدة لأنظمة دعم التعلم التعاوني على الحاسوب CSCL التي ظهرت أثناء ظهر ويب الجيل الثاني. من منظور التعلم الإلكتروني، استندت نظم التعلم الإلكتروني التقليدية على رزم تعليمية، يتم تسليمها للطلاب لإنجاز الواجبات، ثم يتم تقييمها من قبل المعلمين. وعلى النقيض من ذلك، زادت أماكن التعلم الإلكتروني الجديدة بالتركيز على التعلم الاجتماعي واستخدام البرامج الاجتماعية مثل المدونات والويكي والبودكاست. ولقد اشير إلى هذه الظاهرة أيضاً باسم ذيل التعلم الطويل انظر أيضا (Seely Brown & Adler 2008) 
التعلم الإلكتروني 2.0 يناقض أنظمة التعلم الإلكتروني التي لا تقوم على دعم التعلم التعاوني على الحاسوب، وتفترض أن المعرفة (كمعنى وفهم) يتم بناؤها اجتماعياً. يتم التعلم من خلال محادثات تتعلق بالمحتوى والتفاعلالقائم على أساس المشاكل والإجراءات. يدعي مؤيدو التعلم الاجتماعي أن واحدة من أفضل الطرق لتعلم شيء هو من خلال تعليمه للآخرين.
بالإضافة إلى بيئات الفصول الدراسية الافتراضية، أصبحت الشبكات الاجتماعية جزءاً هاماً من التعلم الإلكتروني الثاني 2.0 . وقد استخدمت الشبكات الاجتماعية لتعزيز مجتمعات التعلم عبر الإنترنت حول تعليم اللغات الأجنبية.
تعلم اللغة بمساعدة الأجهزة المتنقلة هو استخدام أجهزة الكمبيوتر المحمولة أو الهواتف المحمولة للمساعدة في تعلم اللغة. غير أن البعض يشعر بأن المدارس لم تواكب اتجاهات الشبكات الاجتماعية. عدد قليل من المعلمين التقليديين يعززون الشبكات الاجتماعية ما لم يتواصلوا مع زملائهم.

## استخدام التكنولوجيا لممارسة التحدث
يركز تعلم اللغة في الفصول الدراسية تاريخياً على القراءة والكتابة أكثر من على التحدث. جعل استخدام التكنولوجيا الحديثة لممارسة التحدث الفعلي أكثر عملياً لمتعلمي اللغة الثانية. أحد الأساليب هو استخدام تقنية فيديو للاتصال مثلسكايب لإقران اثنين من الطلاب الذين يرغبون في تعلم اللغة الأصلية لبعضهم البعض. ومن المزايا الواضحة لاستخدام هذه التكنولوجيا أنه ليس هناك حاجة إلى أن يكون الطالبان قريبين جغرافيا. على الرغم من أنه إذا كانا في مناطق زمنية مختلفة جدا، فإن إيجاد وقت مناسب يمكن أن يكون تحدياً.
وأسلوب آخر هو استخدام برنامج التعرف على الكلام. في الماضي كانت تكاليف الأجهزة وحدها مرتفعة لدرجة أن هذا لم يكن خيارا قابلا للتطبيق في التعليم العام. ومع ذلك، مع تحسن التكنولوجيا وانخفاض الأسعار في السنوات الأخيرة، أدخلت المدارس في جميع أنحاء العالم أجهزة الكمبيوتر اللوحية إلى الفصول الدراسية. وبالتالي فإن القدرة الحاسوبية المطلوبة هي بالفعل في أيادي أعداد متزايدة من الأطفال. واحدة من المزايا الرئيسية لاستخدام برنامج التعرف على الكلام هو أنه يمكن أن يعطي تغذية راجعة ولذلك يمكن استخدامه للمساعدة في تحسين النطق. 

## وصلات خارجية
- الجيل الثاني للتعليم الإلكتروني
- E-Learning